# Podzvizd
Podzvizd är ett samhälle i Bosnien och Hercegovina.   Det ligger i entiteten Federationen Bosnien och Hercegovina, i den nordvästra delen av landet, 240 km nordväst om huvudstaden Sarajevo. Podzvizd ligger 239 meter över havet och antalet invånare är 6 665.
Terrängen runt Podzvizd är varierad. Närmaste större samhälle är Velika Kladuša, 5,4 km väster om Podzvizd. 
Omgivningarna runt Podzvizd är en mosaik av jordbruksmark och naturlig växtlighet. Runt Podzvizd är det ganska tätbefolkat, med 93 invånare per kvadratkilometer.